# Léon Matagne
Léon Matagne, né le 4 octobre 1880 à Pont-à-Celles et mort le 17 août 1951 à Charleroi, est un ingénieur des mines, enseignant et un homme politique belge, membre du Parti socialiste belge.

## Biographie
Léon Jacques Louis Matagne, né le 4 octobre 1880 à Pont-à-Celles, a obtenu le diplôme d'ingénieur à l'Université de Liège.
Il a été professeur à l'École normale de Charleroi puis professeur et administrateur à l'École spéciale des ingénieurs-techniciens à l'Université du Travail à Charleroi. Il a dirigé pendant de nombreuses années l'École industrielle de Courcelles.
Au niveau politique, il est, à partir de 1925, sénateur du Parti socialiste belge dans l'arrondissement électoral de Charleroi-Thuin, en suppléance de Armand Libioulle. Il est ensuite nommé premier vice-président du Sénat. Au niveau communal, il est échevin à Charleroi (1947). 
De 1939 à 1940, il est ministre des Travaux publics dans le Gouvernement Pierlot III et, de 1940 à 1944, ministre sans portefeuille dans le Gouvernement Pierlot IV.
Il était également président du Conseil supérieur de l'enseignement technique.
Il décède d'une congestion cérébrale le 17 août 1951 à Charleroi et reçoit des funérailles avec les honneurs militaires.

## Hommage et distinction
En qualité d'ancien combattant et de prisonnier politique, il est inhumé à la pelouse d'honneur du cimetière de Charleroi.
La distinction suivante lui a été attribuée :
- Grand officier de l'ordre de Léopold.